# Línia V21 de la Xarxa Ortogonal d'Autobusos de Barcelona
En sentit Montbau, la línia fa un recorregut vertical des del costat mar fins més amunt de la ronda de Dalt. Surt del passeig Marítim i, un cop a la plaça dels Voluntaris Olímpics, pren el carrer Marina i ja no el deixa fins a la travessera de Gràcia. Després, gira per Padilla, passa pel túnel de la Rovira i continua per l'avinguda de l'Estatut fins als barris de la Vall d'Hebron i Montbau. En direcció a Passeig Marítim, després de passar pel túnel de la Rovira, agafa el carrer Lepant fins al carrer Diputació i des d'aquí ja torna a prendre el carrer Marina fins a l'avinguda Icària. Pel carrer Trias Fargas torna al passeig Marítim

## Àrees d'Intercanvi de la Línia V21 al llarg del seu recorregut
- Àrea d'intercanvi Alfons X
- Àrea d'intercanvi Jardins de la Indústria
- Àrea d'intercanvi Sagrada Família
- Àrea d'intercanvi Monumental
- Àrea d'intercanvi Vila Olímpica
- Àrea d'intercanvi Passeig Marítim

## Característiques de la Línia V21
| Prestacions                                 | Disponibilitat a la línia V21 |
| ------------------------------------------- | ----------------------------- |
| Adaptada a persones amb Mobilitat Reduïda   | Sí                            |
| TMB iBus (temps d'espera del bus)           | Sí                            |
| Informació del temps d'espera a les parades | Sí                            |
| Pantalles informatives                      | Sí                            |
| Televisors dins l'autobús                   | Sí, Canal MouTV               |
| Línia de ràpida circulació                  | Sí                            |
| Circula en dies festius                     | Sí                            |

## Horaris de la línia
| V21             | Primer servei A: Pg. Marítim | Primer servei A: Montbau | Últim servei A: Pg. Marítim | Últim servei A: Montbau |
| Dies Laborables | 06:30                        | 07:00                    | 22:00                       | 22:00                   |
| Dissabtes       | 07:00                        | 07:00                    | 22:00                       | 22:00                   |
| Festius         | 08:00                        | 08:35                    | 22:00                       | 22:00                   |